# Öppet vatten-simning

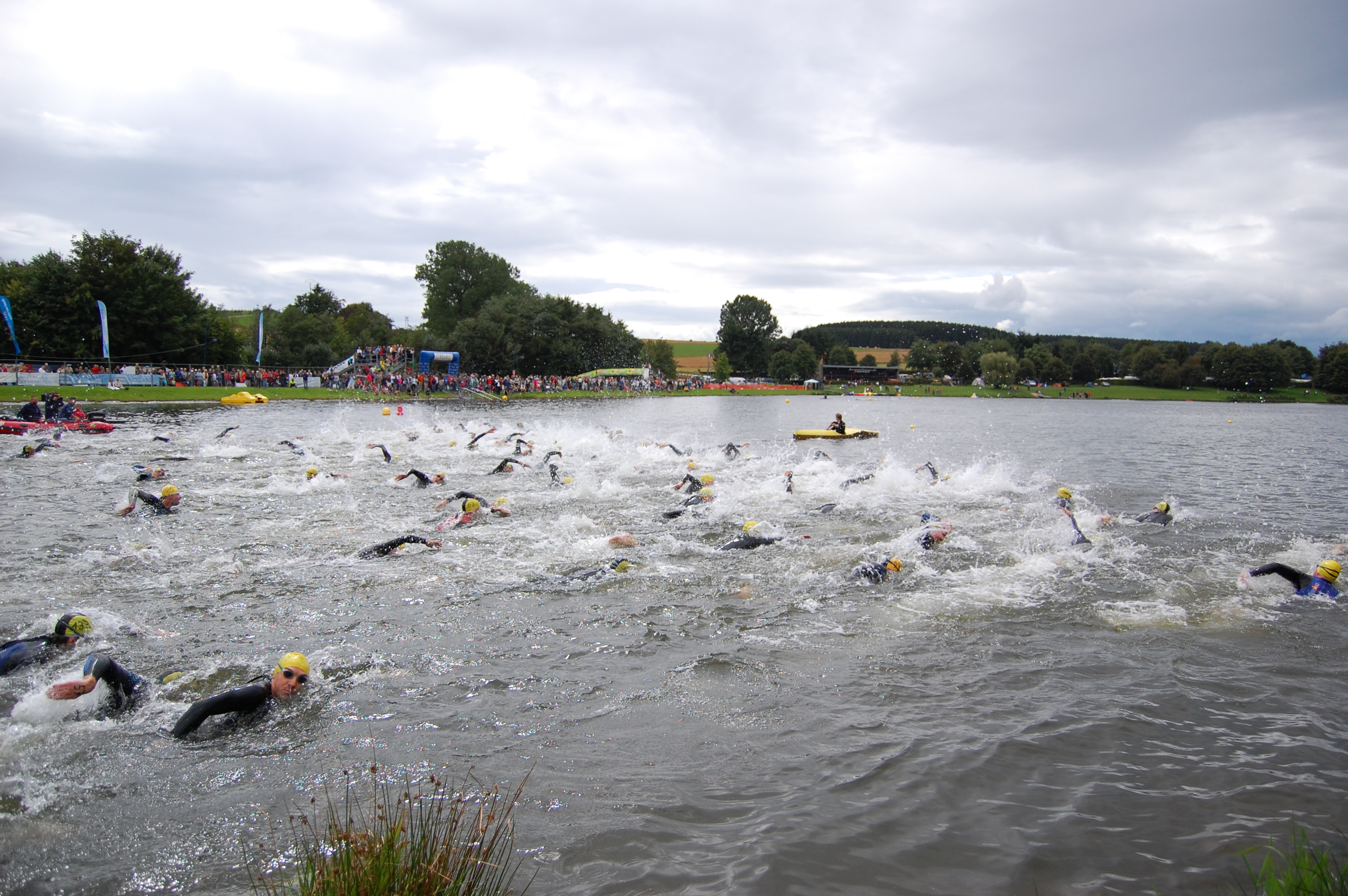
I triathlon är öppet vatten-simning en gren.

Öppet vatten-simning, alternativt simning på öppet vatten, är en simgren som utövas utomhus i hav, insjöar, och floder. Mästerskap hålls på 5, 10 och 25 km. Sedan 2008 finns 10 km simning i öppet vatten med på OS-programmet. I triathlon är tävlingsdistanserna 750, 1500, 1930 eller 3860 m. 2008 infördes även "Oceans Seven".
Tävlingarna i öppet vatten är nästan alltid med frisim (valfritt simsätt, där eliten använder crawl). Förhållandena blir annorlunda än i bassäng. Till exempel för att det inte finns en linje på botten att följa (och normalt syns inte botten). Med crawl kan det därför bli risk att simma fel. Det kan också vara vågor, särskilt om simningen är i havet. Det kan också vara strömt.
I öppet vatten-simning kan våtdräkt tillåtas beroende på loppets regler, sträcka och vattentemperatur. Det är av säkerhetsskäl, det är riskabelt att tappa för mycket värme. En våtdräkt ger en betydande fördel eftersom simmaren flyter bra med den.
Simmarna kan ligga rakt bakom varandra och det är en fördel för den bakre, ungefär som i cykling.